# Acura
A Acura é uma fabricante de automóveis japonesa com foco presencial nos Estados Unidos da América.

## História

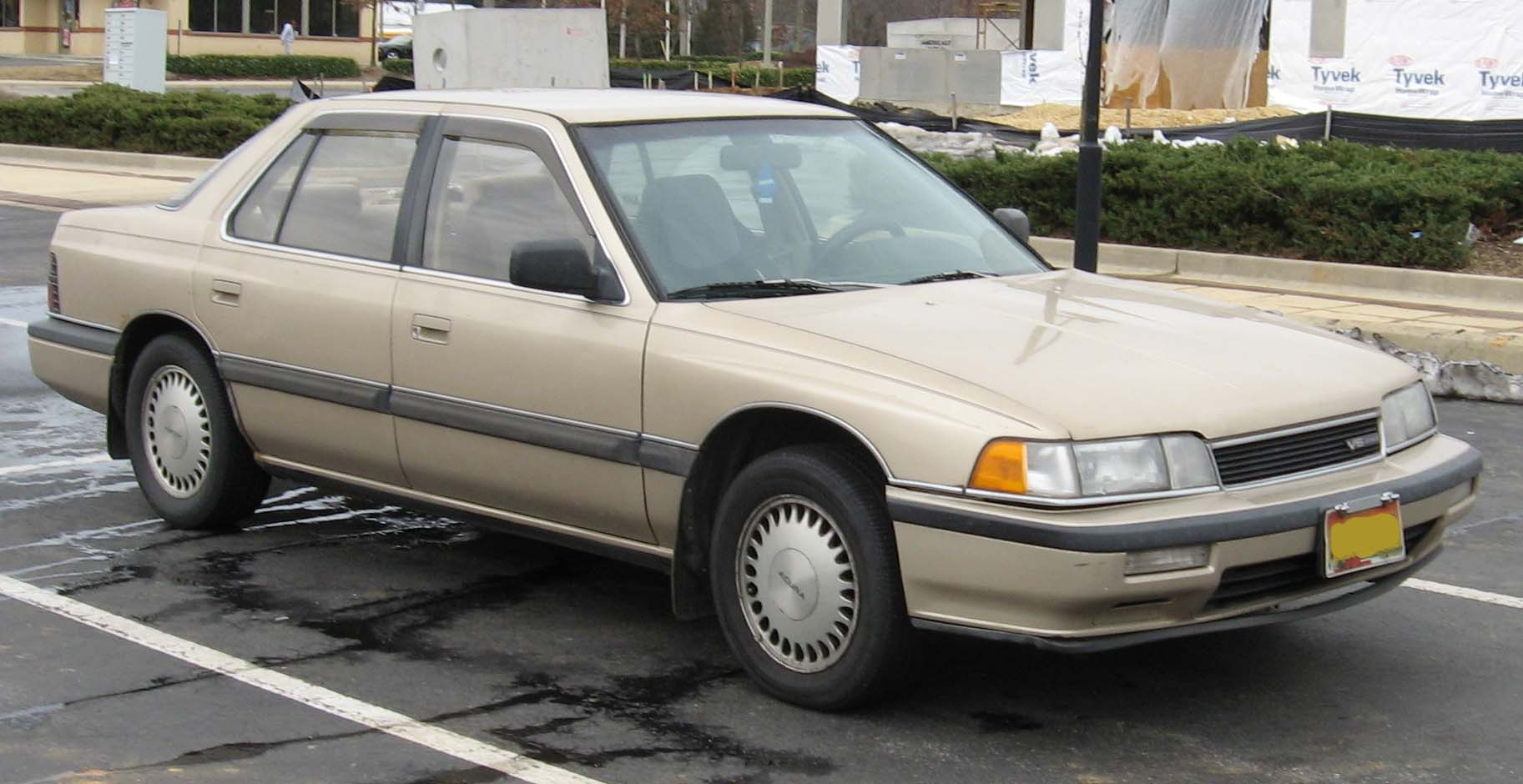
Acura Legend, primeiro veículo lançado pela montadora em 1987.

A ACURA (pronuncia-se É-kiu-ra) é uma empresa Nipo-Americana de origem japonesa, criada como divisão de luxo da Honda em março de 1986, para atuação primária nos mercados americano, canadense, mexicano e em Hong Kong. A iniciativa partiu em resposta à criação da Lexus pela Toyota em 1983 como divisão de luxo e da Infiniti, pela Nissan em 1985.
Seu foco de atuação é no mercado de luxo, com preços inferiores à marcas tradicionais como Mercedes-Benz e BMW, mesma receita utilizada pelas concorrentes nipônicas. Apesar de ter sido a última das três empresas japonesas a ser fundada, em sua época, a Acura foi a primeira a entrar no mercado, já em 1986, com o modelo Legend, enquanto a Lexus chegou com o LS 400 em 1989 e a Infiniti apresentou o Q45 apenas em 1990.
Após consolidar-se no mercado americano, a Acura partiu para novos territórios, estabelecendo-se na China em 2006 e no Japão em 2008, ainda que - igualmente à Infiniti e Lexus - sua participação seja pequena naquele país, onde o foco é para as marcas principais, Honda, Nissan e Toyota.
Após a notabilização do Legend, a Acura investiu em esportivos, lançando o modelo NSX em 1991, famoso por seu desempenho, extraído do motor V6(com 276cv), considerado páreo para modelos de alta performance como Lamborghini, Ferrari, Porsche, entre outros.
No Brasil, a Acura pretendia estabelecer-se oficialmente em 2015, apesar de ter tido alguns de seus automóveis importados de modo independente nos anos 1990, após a abertura das importações, efetuada pelo Presidente Collor. Seu principal modelo, o Legend, foi vendido oficialmente no Brasil entre 1992 e 1997 sob a marca Honda. A iniciativa seguia com a chegada oficial da Lexus ao país, em 2012; que também teve modelos importados de forma independente desde os anos 1990.

## Modelos do passado
- Integra (1986-2006) - Coupé compacto, baseado no Honda Civic, substituído pelo ILX.
- Vigor (1989-1995) - Sedã de porte médio-grande, baseado no Honda Accord, substituído pelo TL.
- Legend (1986-1995) - Sedã de grande porte, com motores de 6 cilindros. Rebatizado de RL nos EUA na geração seguinte.
- RL (1996-2012) - Sedã de grande porte, cuja primeira geração continuou a ser chamada de Legend em alguns mercados onde era vendido como Honda(ex: Brasil). Substituído pelo RLX.
- CL (1997-2003) - Coupé de porte médio-grande, baseado no Accord Coupé.
- EL (1997-2005) - Sedã compacto, baseado no Honda Civic, substituído pelo ILX.
- Acura SLX/SLX (1995-1999) - SUV de grande porte, baseado no Isuzu Tropper, com motores a diesel e gasolina, substituído pelo MDX.
- NSX (1990-2005) - Esportivo de motor central, responsável pela introdução do sistema VTEC(comando de válvulas variável). Foi vendido no Brasil entre 1991 e 95 como Honda NSX. Tem previsão para retornar numa nova geração em 2015, com tecnologia híbrida de alta performance.

## Modelos Atuais

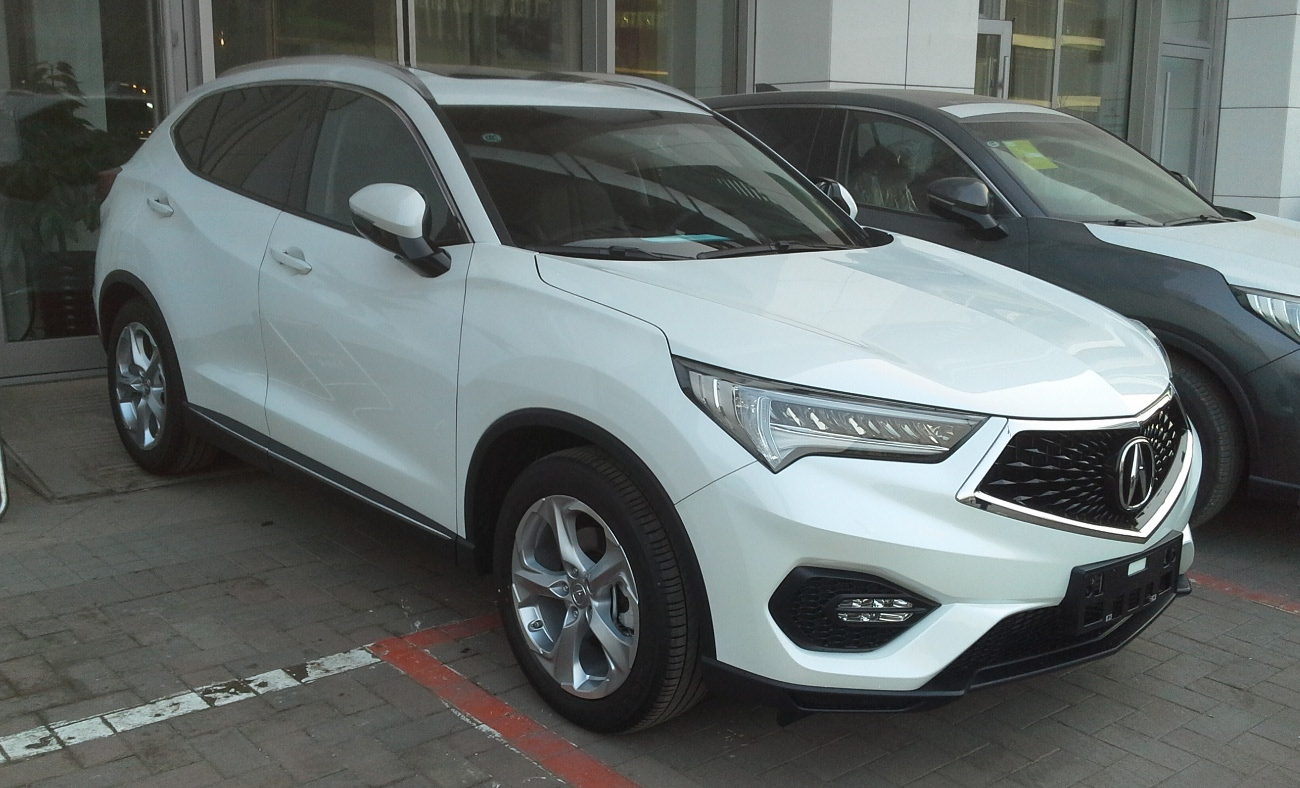
Acura CDX.

- ILX (2012-presente) - Sedã compacto, baseado no Honda Civic.
- TSX (2004-presente) - Sedã médio, baseado no Honda Accord.
- TL (1996-presente) - Sedã médio-grande, baseado no Accord europeu.
- RLX (2013-presente) - Sedã de grande porte a ser lançado nos Estados Unidos. Será vendido pela Acura no Brasil em 2015.
- RDX (2006-presente) - SUV compacto, com dimensões similares ao Honda CRV, porém possui plataforma diferente.
- MDX (2001-presente) - SUV médio-grande baseado no Honda Pilot.
- ZDX (2009-presente) - Crossover médio.

## Slogans
- Precision Crafted Automobiles. (1986)
- The True Definition of Luxury. Yours. (1988)
- The road will never be the same.
- Advance. (2006)
- Made for mankind. (2013)
- Precision Crafted Performance. (2016)